# フェリージ
フェリージ（Felisi）は、1973年に創業したイタリアの鞄ブランド。
創業者のアレッサンドロ・フェリージ（Alessandro Felisi）と現社長アンナ・リザ・フェローニ（Anna Lisa Felloni）が、イタリア北部の街フェラーラに立ち上げた革工房を発祥とする。現在約50名の革職人が革工房で働いており、手作業の革製品ブランドとして知られる。

## 概要
ブランドのロゴは、フェラーラ地方の地主であったフェリージ家の紋章である。このしるしは兜と楯、リンゴの木がモチーフ。多くの鞄製品に使われている生地はリモンタ社のナイロンで、プラダなども使用している。主力商品は鞄で、「No.8637」や、「No.9362」などが定番商品として知られる。1996年にドメニコ・ベルトラーニ（Domenico Bertolani）をデザイナーとして迎えた。本国イタリアではフェッラーラのジョヴェッカ大通り（Corso Giovecca, 27）と、ミラノのスピガ通り（Via della Spiga, 30）に店舗を構える。
日本のフィーゴ社が商標権を保有する。2005年10月、フィーゴ社はユナイテッドアローズに買収され子会社（連結子会社）となった。

## 日本での歴史
1987年4月に佐藤陽一によって設立されたフィーゴ社は、同7月にイタリアフェリージ社と輸入契約を結び日本での代理店となった。その後、1996年12月に日本初の専門店を京都の北山にオープンし、フェリージの日本での知名度は一気に高まった。1999年にフィーゴ社はフェリージの世界での営業権を手に入れ、売り上げを飛躍的に伸ばした。現在はユナイテッドアローズの連結子会社。

## 主な人物
- アレッサンドロ・フェリージ - 初代社長
- アンナ・リザ・フェローニ - 現社長
- ドメニコ・ベルトラーニ - デザイナー